# 本徳寺 (岸和田市)
本徳寺（ほんとくじ）は、大阪府岸和田市にある臨済宗の寺院。京都にある臨済宗妙心寺派大本山妙心寺の末寺。山号は鳳凰山、本尊は釈迦牟尼仏。
南国梵桂が開基したと伝えられており、日本で唯一明智光秀の肖像画を所蔵していることで有名。

## 沿革
開基時は、和泉国南郡鳥羽村（現・大阪府貝塚市鳥羽）にあり、「海雲寺」と称していたが、兵火に焼かれた。その後、岸和田藩主・岡部行隆の命で寺号を「本徳寺」と改め、和泉国南郡岸和田村に移転した。

## 南国梵桂和尚
寺を開基した南国梵桂は、一説には明智光秀の長男・明智光慶だと言われる。光慶は出家し、妙心寺の塔頭瑞松院に住して「玄琳」を名乗った。

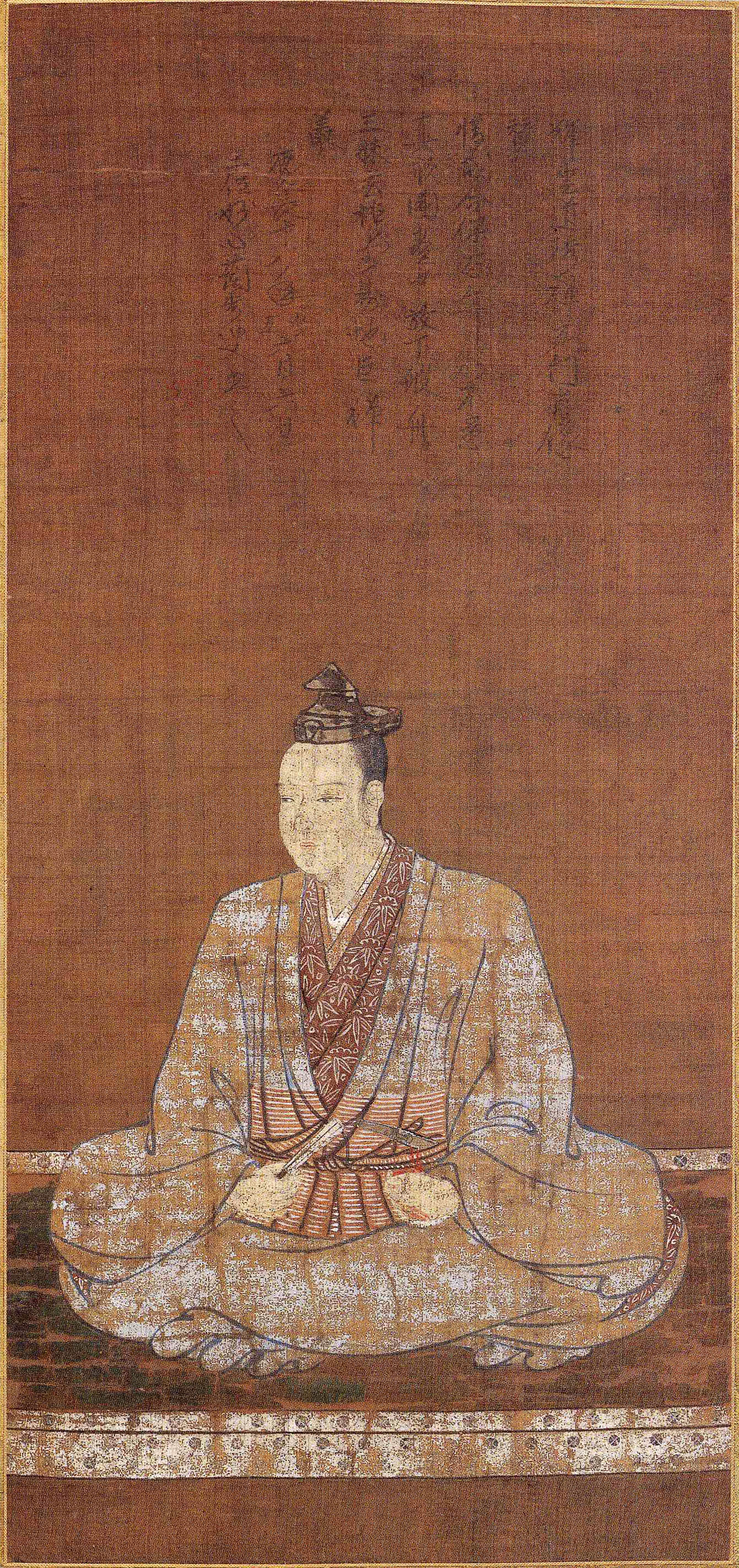
明智光秀の肖像画

瑞松院は、江戸初期には光秀の妻・煕子の実家である旗本妻木氏が檀那となっていた。また、玄琳の師は大心院主・三英瑞省で、光秀の三女・珠（細川ガラシャ）の夫・細川忠興が檀那となっていた。

## 光秀生存説や伝承
本徳寺に存在する肖像画や位牌は光秀生存説を裏付けているという説もある。

### 「放下般舟三昧去」
肖像画には「放下般舟三昧去」、つまり「仏門に入り去っていった」との一文が記されている。光秀は生き延びており、僧になった後、寺を出たという意味に読み取ることができる。

### 「輝」「琇」
位牌の戒名は、「鳳岳院殿輝雲道琇大禅定門」。肖像画には「輝雲道琇禅定門肖像賛」と書いてある。この戒名の「輝」「琇」の字のなかに「光秀」という名前が隠れている。

### 「当寺開基慶長四己亥」
光秀の位牌の裏には「当寺開基慶長四己亥」、つまり「1599年（慶長4年）に当寺を開基した」と記されている。光秀の位牌に書かれているということは寺を開基したのが光秀で、しかも慶長四年に光秀が生きていたことになる。

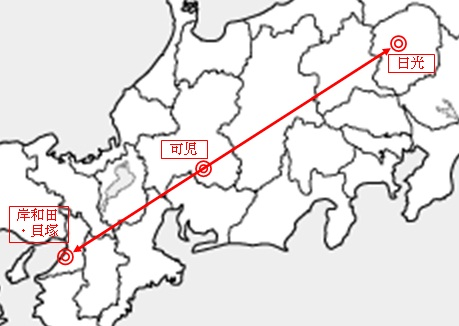
可児から日光を向くと真後ろは岸和田（貝塚）になる

### かごめかごめの歌詞「後ろの正面誰」
書籍『陰謀と暗号の歴史ミステリー』によると、童謡に隠された暗号として、かごめかごめの歌詞「後ろの正面誰」の正体が明智光秀=天海説の証拠として紹介されている。光秀の出身地（岐阜県可児市）から日光（日光東照宮）の方向を向くと、「後ろの正面」はちょうど、本徳寺がある大阪府岸和田市（貝塚市）になる。つまり、日光東照宮創建にかかわりが深い天海の正体が、実は明智光秀であることを暗に示しているという説である。

### 鳥羽の俗謡
鳥羽村にあった「大日庵」に、光秀が亡命してきて隠棲していたということで、鳥羽の俗謡に、
「鳥羽へやるまい女の命、妻の髪売る十兵衛が住みやる、三日天下の侘び住居」
と伝えられている。

## 所在地
〒596-0055 大阪府岸和田市五軒屋町9-13
交通アクセス
南海本線岸和田駅から徒歩8分